# Rickenbach (Solura)
Rickenbach – miejscowość i gmina w północnej Szwajcarii, w kantonie Solura, w jednostce administracyjnej (Amtei) Olten-Gösgen, w okręgu Olten. 

## Demografia
W Rickenbach mieszka 1 079 osób. W 2021 roku 18,4% populacji gminy stanowiły osoby urodzone poza Szwajcarią.

## Transport
Przez teren gminy przebiega droga główna nr 5.